# Струмишка околия
Струмишката околия е административно-териториална единица в България, съществувала от 1913 до 1919 година.
Околията е учредена на 7 септември 1913 година със заповед на Министерството на вътрешните работи и народното здраве, като част от Струмишкия окръг, след като Струмишко става част от Царство България по Букурещкия договор от 10 август 1913 година, сложил край на Междусъюзническата война.
Според Ньойския договор от 27 ноември 1919 година Струмишката околия заедно с част от Петричката трябва да се предаде на Кралството на сърби, хървати и словенци, което става в 1920 година. Общо предадени на КСХС са 74 села и 39 033 жители българи.
През април 1941 година околията е анексирана от Царство България и става част от Скопската област. На 28 септември 1943 година заповед № 3 на Министерския съвет я присъединява към новоучредената Горноджумайска област. Околията е върната на Югославия през септември 1944 година.

## Населени места
| - Ангелци - Баделен - Байково - Баница - Банско - Барбарево - Белотино - Бориево - Борисово - Босилово - Варварица | - Василево - Велюса - Висока махала - Владевци - Водоча - Габрово - Гечерлия - Градошорци - Градско Балдевци - Дабиля - Добрейци | - Доброшинци - Дражево - Дървош - Еднокукево - Едрениково - Злешово - Зъбово - Иловица - Колешино - Костурино - Куклиш | - Макриево - Мокрене - Моноспитово - Муртино - Нова махала - Ново село - Петърлица - Пиперево - Попчево - Просениково - Раборци | - Радово - Рич - Робово - Сарай - Съчево - Свидовица - Седларци - Секирник - Смоларе - Старо Балдевци - Конярене | - Стинек - Струмица - Сушево - Сушица - Трибичино - Три води - Турново - Хамзали - Чанаклия - Чепели - Щука |